# Breitenhain
Breitenhain este o comună din landul Turingia, Germania.